# Роберт Блай
Роберт Блай (англ. Robert Bly, 1926—2021) — американський поет та перекладач.

## Життєпис
Роберт Блай народився 23 грудня 1926 року в Міннесоті. 1944 року він пішов в армію, а 1946 року навчався в Коледжі Св. Олафа. З 1947 по 1950 роки він навчався в Гарвардському університеті, де познайомився з багатьма майбутніми письменниками, серед яких Дональд Голл, Адрієнн Річ та Джон Ешбері. На початку 1950-х він декілька років жив в Нью-Йорку, а з 1954 по 1956 роки навчався в Університеті Айови.
1958 року Блай заснував поетичний журнал The Fifties. Його перша збірка Silence in the Snowy Fields вийшла 1962 року, а друга — антивоєнна The Light Around the Body, опублікована 1967 року, — стала лауреатом Національної книжкової премії.
Серед подальших книжок та збірок Блая — Sleepers Joining Hands (1973), This Body Is Made of Camphor and Gopherwood (1977), This Tree Will Be Here for a Thousand Years (1979), Morning Poems (1997), Eating the Honey of Words (1999), The Man in the Black Coat Turns (1981), Iron John and also The Maiden King: The Reunion of Masculine and Feminine (1999). Найбільш відомою роботою Блая є книга 1990 року Iron John: A Book About Men («Залізний Джон»), перевидана 2001 року під назвою Iron John: Men and Masculinity.
1955 року Роберт Блай одружився з американською письменницею Керол Блай. Вони розійшлися 1979 року.
Роберт Блай помер 2021 року.